# Bob Maertens
Robert (Bob) August Maertens (Antwerpen, 24 januari 1930 - Wijnegem, 11 januari 2003) was een Belgisch voetballer die speelde als middenvelder. Hij voetbalde in de Eerste klasse bij Antwerp FC en speelde 12 interlandwedstrijden met het Belgisch voetbalelftal.

## Loopbaan

### Als voetballer
Maertens debuteerde in november 1948 als middenvelder in het eerste elftal van Antwerp FC in de uitwedstrijd bij RSC Anderlecht en verwierf er al spoedig een basisplaats. Met de ploeg won Maertens in 1955 de Beker van België en werd landskampioen in 1957. Hij bleef er voetballen tot in 1959 en trok toen naar Olympique Club de Charleroi waar hij bleef voetballen tot in 1963. In totaal speelde Maertens 367 wedstrijden in Eerste klasse en scoorde hierbij 9 doelpunten.
Tussen 1952 en 1956 speelde Maertens 12 wedstrijden met het Belgisch voetbalelftal. Hij zat in de voorselectie van de ploeg die deelnam aan het Wereldkampioenschap voetbal 1954 in Zwitserland maar werd er niet opgesteld.

### Als trainer
Na zijn loopbaan op het hoogste niveau werd Maertens speler-trainer bij Willebroekse SV dat actief was in Derde klasse. In zijn eerste seizoen bereikte Maertens met de ploeg de kwartfinales van de Beker van België nadat Standard Luik na het nemen van strafschoppen was uitgeschakeld. Het volgende seizoen werd de ploeg met ruim verschil kampioen en promoveerde zo naar Tweede klasse.
In mei 1968 werd Maertens trainer bij Antwerp dat op dat moment op de laatste plaats stond in Eerste klasse. Maertens kon de degradatie niet meer vermijden en de club degradeerde voor het eerst in haar geschiedenis. Het daaropvolgende seizoen werd de club pas twaalfde maar in 1970 eindigde Antwerp op de tweede plaats met evenveel punten als KFC Diest en kon zo terug haar verloren plaats in de hoogste afdeling innemen. Ondanks de promotie verliet Maertens de ploeg.